# Кэрол Дэнверс (Кинематографическая вселенная Marvel)
Кэ́рол Дэ́нверс (англ. Carol Danvers) — персонаж медиафраншизы «Кинематографическая вселенная Marvel» (КВМ), основанный на одноимённом персонаже издания Marvel Comics, широко известный под своим псевдонимом «Капита́н Ма́рвел» (англ. Captain Marvel).
Дэнверс — бывший пилот ВВС США, получившая суперспособности после неудачного испытания сверхскоростного двигателя. Она подверглась воздействию космической энергии Тессеракта и впоследствии стала гибридом человека и Крии по имени Верс (англ. Vers) после переливания крови воина крии Йон-Рогга. В 2018 году прилетает на Землю по вызову Ника Фьюри и узнаёт о безумном титане Таносе и его плане уравновешивания Вселенной.
Роль Кэрол Дэнверс в КВМ исполняет американская актриса Бри Ларсон. Впервые Кэрол Дэнверс появляется в фильме «Капитан Марвел» (2019) и в дальнейшем становится одной из центральных фигур в КВМ, появившись в четырёх фильмах и двух сериалах по состоянию на 2023 год.
Альтернативные версии Кэрол Дэнверс из Мультивселенной появляются в мультсериале «Что, если…?» (2021), где их озвучивает Александра Дэниэлс.

## Концепция, создание и кастинг
Дэнверс возникла как персонаж комиксов в «Marvel Super-Heroes» #13 (март 1968), созданная писателем Роем Томасом и художником Джином Коланом. По сюжету, она является офицером ВВС США и начальником службы безопасности закрытой военной базы, где Дэнверс встречает доктора Уолтера Лоусона, что является человеческим псевдонимом инопланетного героя Крии Капитана Марвела. В более поздней истории Дэнверс попадает во взрыв устройства Крии после попытки приблизиться к Капитану Марвелу. Хотя Капитану Марвелу удаётся спасти её жизнь, Дэнверс получает серьёзные травмы, позже она обретает сверхчеловеческие способности и становится героем Мисс Марвел (созданной писателем Джерри Конвеем и художником Джоном Бусемой) в одноимённой серии в январе 1977 года, которую сначала писал Джерри Конвей, а затем Крис Клэрмонт. В серии выясняется, что воздействие энергии от взрыва устройства под названием «Психо-магнетрон» привело к тому, что генетическая структура Дэнверс слилась с генетической структурой Капитана Марвела, фактически превратив её в гибрид человека и Крии.
После своего превращения в Мисс Марвел, Дэнверс как персонаж пережила несколько событий за эти годы, прежде чем стать Капитаном Марвел. В 1980-х годах истории Дэнверс переплетаются с мутантами, которые начались, когда Шельма украла её силы и воспоминания. В серии «Uncanny X-Men» Криса Клэрмонта и Дэйва Кокрама Дэнверс отказывается от своей личности как Мисс Марвел и впоследствии использует имя Бинарная после экспериментов инопланетной расы Выводков, которая даёт ей способность генерировать энергию звезды. Однако в 1990-х годах Дэнверс теряет большую часть своей Бинарной силы и восстанавливает свою первоначальную силу как Мисс Марвел. Писатель Курт Бьюсик и художник Джордж Перес затем переопределяют её как Боевую Птицу, когда она присоединяется к Мстителям и сражается против Канга Завоевателя. Впоследствии Дэнверс в роли Боевой Птицы продолжает появляться в основных сюжетных линиях 2000-х годов, таких как «День М», «Гражданская война» и «Секретное вторжение». Во время сюжетной линии «Dark Reign» Дэнверс возвращается как Мисс Марвел и сражается со своим самозванцем, созданным Норманом Озборном.
После её введения Кэрол Дэнверс должна была стать иконой феминистского движения, о чём свидетельствовало её супергеройское имя и то, что её изображали как сильного персонажа. Однако отказ от тогдашнего главного редактора Marvel Джима Шутера вместо этого создал прецедент для историй, посвящённых теме виктимизации, причём некоторые из её наиболее формирующих арок связанны с алкоголизмом, пытками, промыванием мозгов, кражей личных данных / власти, похищением и изнасилованием. Хотя это и не идеальная борьба, ожидаемая от героя, её склонность оправляться от попыток списать её со счетов и преодолевать травматические переживания всё сильнее становилась постоянной темой сама по себе. Таким образом, её постоянные появления с выдающимися персонажами Marvel на протяжении десятилетий превратили Дэнверс в главную героиню для издателя. В 2010-х годах Дэнверс в конце концов приняла титул Капитана Марвел в серии Келли Сью ДеКонник с переработанным костюмом, более близким к лётному костюму, а не к классической супергеройской женской внешности. Она также присоединилась к флагманской серии о Мстителях под названием «Новые Мстители» и участвовала в основных сюжетных линиях, таких как «Секретные войны» 2015 года и «Вторая гражданская война» 2016 года, где она возглавляет сторону, выступающую за прекращение преступлений и нападений до того, как они произойдут.
Когда Бри Ларсон была выбрана для роли Кэрол Дэнверс в Кинематографической вселенной Marvel, президент Marvel Studios Кевин Файги отметил, что актриса сможет балансировать между супергеройством и человеческой стороной персонажа. Однако сценаристка фильма «Капитан Марвел», Николь Перлман, опасалась, что 26-летняя Ларсон слишком молода для роли опытного лётчика. Она обратилась к ВВС США и получила ответ, что в этом деле кто-нибудь да может преуспеть в возрасте от 28 до 34 лет.

## Характеристика

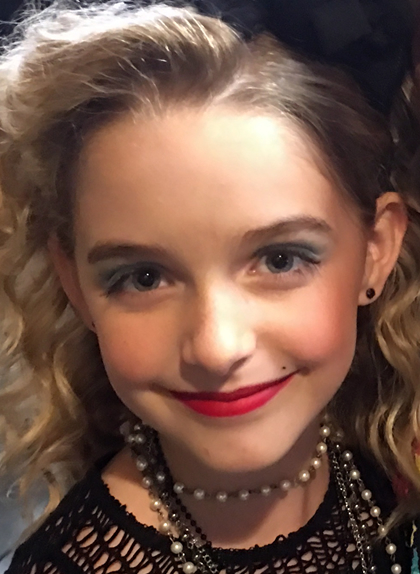
Маккенна Грейс сыграла 13-летнюю Кэрол Дэнверс

В КВМ Дэнверс является бывшим пилотом ВВС США и членом элитного отряда расы Крии — «Звёздная сила». Она получила сверхчеловеческую силу от воздействия энергии Тессеракта. Ларсон отмечала, что Кэрол «верит в правду и справедливость», и назвала её «мостом между Землёй и космосом», который должен уравновешивать свою бесстрастную сторону Крии со своей «несовершенной» человеческой половиной. Актриса также охарактеризовала свою героиню агрессивной и вспыльчивой. Она сказала, что эти качества помогают ей в бою, но являются недостатками.
Бри Ларсон девять месяцев готовилась к своей роли, изучая дзюдо, бокс и борьбу. Она посетила базу ВВС Неллис, встретившись с настоящими пилотами, а также с генералом Джинни Ливитт и майором Стивеном Баньо. Маккенна Грейс сыграла тринадцатилетнюю Кэрол Дэнверс, а Лондон Фуллер — шестилетнюю.
Сценарист фильма «Мстители: Финал», Кристофер Маркус, заявил, что силы Дэнверс находятся в таком масштабе, которого ранее не было в КВМ, и сравнил её личность со Стивом Роджерсом. У Кэрол не так много экранного времени в этом фильме. Ларсон сначала снималась в сценах для «Финала», а затем уже проходили работы над сольным фильмом. Режиссёры «Капитана Марвел», Анна Боден и Райан Флек, также присутствовали на съёмках сцен Ларсон в «Финале».

## Биография персонажа

### Происхождение и участие в войне Крии и Скруллов
В 1995 году на планете Хала, являющейся столицей Империи Крии, Кэрол Дэнверс, известная как Верс, страдает амнезией, и ей повторяются ночные кошмары с участием пожилой женщины. Она была пилотом ВВС США, и приобрела суперсилы из-за космической энергии Тессеракта после взрыва и лишилась памяти. Крии решили использовать её в качестве живого оружия против Скруллов. Наставник и командир Кэрол, Йон-Рогг, обучает её контролировать свои способности, а ИИ Высший Разум, правящий империей, призывает девушку держать свои эмоции под контролем. Во время миссии по спасению агента, который под прикрытием проник к Скруллам, Верс попадает в плен к вражескому командиру, Талосу. Воспоминания Кэрол приводят их на Землю. Верс сбегает и совершает аварийную посадку в Лос-Анджелесе. Её встречают агенты «Щ.И.Т.а», Ник Фьюри и Фил Колсон, но вскоре нападют Скруллы. Позже Верс и Фьюри отправляются на сверхсекретную базу ВВС США — Пегас, где Кэрол вспоминает своё прошлое. Её считали погибшей в 1989 году во время испытаний экспериментального сверхскоростного двигателя, разработанного доктором Венди Лоусон, в которой Верс узнаёт женщину из своих кошмаров. Они летят в Луизиану, чтобы встретиться с бывшим пилотом, Марией Рамбо, которая была последней, кто видел Верс и Лоусон живыми.
Рамбо и её дочь Моника рассказывают, что на самом деле Верс зовут Кэрол Дэнверс, и она была для них семьёй. Прибывает безоружный Талос и объясняет, что Скруллы — беженцы, ищущие новый дом, а Лоусон была Мар-Велл, учёным-ренегатом Крии. Талос включает восстановленную запись с самолёта Лоусон, и Дэнверс вспоминает крушение, после которого получила суперспособности и потеряла память. У девушки происходит нервный срыв, но Талос и Рамбо успокаивают её.
Дэнверс, Талос, Фьюри и Рамбо находят замаскированную лабораторию Лоусон на орбите Земли, где та держала нескольких Скруллов, включая семью Талоса, и Тессеракт. Там Дэнверс ловят члены «Звёздной силы», и она говорит с Высшим Разумом. Кэрол удаляет имплантат Крии, который подавлял её силы во время их разговора, и она раскрывается на полную. Дэнверс уничтожает корабли Крии, вынуждая офицера Ронана Обвинителя и его эскадрилью отступить. Затем она одолевает Йон-Рогга на Земле и отправляет его обратно на Халу с предупреждением Высшему Разуму не приближаться к Земле.
Дэнверс улетает со Скруллами, чтобы помочь им найти новый дом, и оставляет Фьюри модифицированный пейджер для связи в экстренном случае. Ник загорается желанием найти таких же супергероев, как Кэрол.

### Уничтожение Высшего Разума
Через год Кэрол прилетает на Халу и уничтожает Высшего Разума, а вместе с ним случайно и солнце Халы, за что крии стали звать её Аннигиляторшей.

### Присоединение к Мстителям и битва с Таносом
В 2018 году Фьюри вызывает Дэнверс через пейджер после щелчка Таноса. Кэрол возвращается на Землю и встречает выживших членов Мстителей. Затем её отправляют в космос, чтобы найти и спасти Тони Старка и Небулу. Узнав, что Фьюри стал жертвой щелчка, Кэрол огорчается и отправляется с Брюсом Бэннером, Небулой, Джеймсом Роудсом, Ракетой, Стивом Роджерсом, Наташей Романофф и Тором к Таносу на планету Сад. Тот говорит, что уничтожил Камни Бесконечности, и его убивает Тор.
В 2023 году Кэрол становится Мстителем под руководством Наташи и участвует в космических миссиях по устранению хаоса во вселенной после щелчка вместе с Ракетой и Небулой. Позже, когда наступает битва с Таносом из прошлого, Дэнверс возвращается помочь. После самопожертвования Тони Старка, Капитан Марвел присутствует на его похоронах, выражая ему своё почтение, и воссоединяется с ожившим Фьюри.

### Встреча с Шан-Чи
В 2024 году Дэнверс вместе с Бэннером отвечает на голографический звонок Вонга и обсуждают Десять колец с Шан-Чи и Кэти. Кэрол не видит ничего инопланетного в них, но герои обнаруживают, что кольца излучают неизвестные сигналы. После Дэнверс получает ещё один звонок и уходит.

### Противостояние Дар-Бенн
Супремор Дар-Бенн в стремлении восстановить Халу получает Квантовый наруч, аналогичный тому, что носит Камала Хан — юная супергероиня из Джерси-Сити. Кэрол Дэнверс и Моника Рамбо касаются червоточин, созданных Дар-Бенн, и их силы оказываются связаны с силами Камалы, в результате чего все трое меняются местами при использовании способностей. Дар-Бенн высасывает атмосферу с планеты Тарнакс, служащей убежищем группе скруллов, и переносит её на Халу. Кэрол вместе с Моникой и Камалой пытается ей помешать, но безуспешно. Она просит Валькирию помочь выжившим скруллам в поисках нового дома. Объединившись, Кэрол, Моника и Камала понимают, что следующей целью Дар-Бенн станет вода на планете Аладна, правитель которой — принц Ян — является формальным супругом Кэрол. Во время битвы на Аладне Дар-Бенн узнаёт, что у Камалы находится второй наруч. Кэрол пытается спасти Аладну от истощения, но Камала, чтобы сохранить свой наруч, активирует гиперпрыжок. Следующей целью Дар-Бенн становится солнце Земли. Кэрол, Моника и Камала сражаются с ней, но Дар-Бенн заполучает наруч Камалы. Она не выдерживает силы двух браслетов и взрывается, создав червоточину, ведущую в параллельную вселенную. Моника, собрав в себе силы Кэрол и Камалы, закрывает её с другой стороны. Кэрол пытается вытащить её обратно, но не успевает, и Моника застревает в параллельной вселенной. После победы Кэрол возвращается на Халу и восстанавливает её солнце.

## Альтернативные версии
Несколько альтернативных вариантов Кэрол Дэнверс появляется в мультсериале «Что, если…?», в котором её озвучивает Александра Даниелс.

### Смерть Мстителей
В альтернативном 2011 году Фьюри вызывает Дэнверс для борьбы против армии Асгарда, возглавляемой Локи. Она сражается вместе с Роджерсом после смерти других кандидатов Инициативы Мстителей. Во время битвы на хеликэриэре им помогает Романофф из другой вселенной, которую отправил сюда Наблюдатель.

### Вечеринка Тора
В другом альтернативном 2011 году Мария Хилл вызывает Дэнверс, чтобы та разогнала неконтролируемую межгалактическую вечеринку Тора. Кэрол противостоит богу, когда он отказывается уходить. Капитан Марвел вынуждена сдерживать свою силу, чтобы избежать побочного ущерба, и она отступает, чтобы придумать план вместе с «Щ.И.Т.ом». Она заманивает Тора в Сибирь, но вмешивается Фригга, мать асгардца, и заставляет сына привести всё в порядок после вечеринки.

### Завоевание Альтрона
В альтернативном 2015 году Дэнверс защищает Ксандар от Альтрона после того, как робот заполучил все Камни Бесконечности. Она загоняет его к ядру планеты, пытаясь уничтожить, но погибает, когда Альтрон использует всю мощь Камней.

## Отличия от комиксов
В комиксах Кэрол носит множество супергеройских псевдонимов, прежде чем стать Капитаном Марвел, а её первое и самое известное прозвище — Мисс Марвел. Кроме того, она получила свои силы в результате взрыва устройства Крии, когда помогала Мар-Веллу. Она мутировала, став гибридом человека и крии. В фильмах Кинематографической вселенной Marvel героиня получила свои суперсилы от энергетического воздействия взрыва, когда уничтожила сверхскоростной двигатель, созданный доктором Лоусон (Мар-Велл). Однако энергия исходит от Тессеракта, в котором находится Камень Пространства. Она становится гибридом человека и крии намного позже, когда Йон-Рогг забирает её на Халу и переливает ей свою кровь.
В КВМ деятельность Кэрол на Земле в 1995 году и её позывной «Мститель» послужили источником вдохновения для Инициативы Мстителей Ника Фьюри. В комиксах Мстители были созданы в ответ на вторжение Локи, и позже Оса так назвала команду.

## Отзывы и критика
Джейкоб Сталворти из «The Independent» похвалил героиню, отметив, что у неё есть потенциал «стать одним из лучших» персонажей КВМ. Тем не менее, Капитан Марвел также была объектом негативного внимания из-за предполагаемого феминизма Бри Ларсон. Кроме того, некоторые журналисты критически относились к героине, страдающей «синдромом Супермена», называя её «слишком сильной» и «неуместной», также высказывая опасения по поводу того, как грамотно вписать персонажа в установленные сюжетные линии КВМ, не превращая её при этом в Мэри Сью.

### Награды и номинации
| Год  | Награда                         | Категория                     | Номинант(ы)             | Результат | Пр.    |
| ---- | ------------------------------- | ----------------------------- | ----------------------- | --------- | ------ |
| 2019 | MTV Movie & TV Awards           | Лучший киногерой              | Бри Ларсон              | Номинация | [ 39 ] |
| 2019 | MTV Movie & TV Awards           | Лучший бой                    | Бри Ларсон и Джемма Чан | Победа    | [ 39 ] |
| 2019 | National Film & TV Awards       | Лучшая киноактриса            | Бри Ларсон              | Номинация | [ 40 ] |
| 2019 | People's Choice Awards          | Женская кинозвезда 2019       | Бри Ларсон              | Номинация | [ 41 ] |
| 2019 | People's Choice Awards          | Экшн-кинозвезда 2019          | Бри Ларсон              | Номинация | [ 41 ] |
| 2019 | Сатурн                          | Лучшая киноактриса            | Бри Ларсон              | Номинация | [ 42 ] |
| 2019 | Teen Choice Awards              | Выбор киноактрисы экшн-фильма | Бри Ларсон              | Номинация | [ 43 ] |
| 2020 | Nickelodeon Kids' Choice Awards | Любимая киноактриса           | Бри Ларсон              | Номинация | [ 44 ] |
| 2020 | Nickelodeon Kids' Choice Awards | Любимый супергерой            | Бри Ларсон              | Номинация | [ 44 ] |

## Комментарии
1. ↑  Позывной Дэнверс как пилота-истребителя ВВС США
2. ↑  Как показано в фильме «Мстители: Финал» (2019)